# Picton Airport
Port lotniczy Picton (IATA: PCN, ICAO: NZPN) – port lotniczy położony w Koromiko koło Picton na Wyspie Południowej, w Nowej Zelandii.